# Slava - nam, smert' - vragam
Slava - nam, smert' - vragam (in cirillifo Слава — нам, смерть — врагам, lett. "Gloria a noi, morte ai nemici") è un film del 1914 diretto da Evgenij Bauėr.